# Ferdinando Gliozzi
Ferdinando Gliozzi [Ferdinando ʎʎottsi] é um teórico de física das cordas no Istituto Nazionale di Fisica Nucleare. Junto com David Olive e Joel Scherk, ele propôs a projeção GSO para mapear os estados taquiônicos no setor de Neveu-Schwarz

## 
1. ↑  Microsoft (1991–2011). «Microsoft Academic Search». Microsoft Academic Search. Consultado em 12 de dezembro de 2013
2. ↑  Daniel Hartl (2011). «Correlators of Ramond–Neveu–Schwarz Fields in String Theory» (PDF). Electronic Theses of LMU Munich. Consultado em 12 de dezembro de 2013
3. ↑  Ferdinando Gliozzi (21 de janeiro de 2013). «2D quantum gravity from quantum entanglement.». The National Center for Biotechnology Information. Consultado em 12 de dezembro de 2013